# Gensac-de-Boulogne
Gensac-de-Boulogne település Franciaországban, Haute-Garonne megyében. Lakosainak száma 97 fő (2022. január 1.). Gensac-de-Boulogne Lalanne, Villemur, Blajan, Boulogne-sur-Gesse, Nizan-Gesse és Saint-Loup-en-Comminges községekkel határos.

## Népesség
A település népességének változása:
| Lakosok száma | 172  | 122  | 117  | 115  | 116  | 117  | 125  | 115  | 113  | 97   |
|               | 1968 | 1982 | 1990 | 2006 | 2013 | 2015 | 2017 | 2019 | 2020 | 2022 |